# The Quiet Man (videogioco)
The Quiet Man è un videogioco di tipo deduttivo e beat 'em up del 2018, sviluppato da Human Head Studios e pubblicato da Square Enix per Microsoft Windows e PlayStation 4.
La storia del gioco viene narrata attraverso sequenze in full motion video, in alcune delle quali compaiono attori in carne ed ossa, intervallate tra le varie sequenze di gioco. Il protagonista del titolo è un uomo sordo, cosa che influenza l'esperienza stessa del giocatore in quanto molti degli eventi di gioco sono privi di suoni e sottotitoli, a prescindere dalle impostazioni di gioco scelte dal giocatore.

## Sviluppo
The Quiet Man è stato annunciato durante la conferenza di Square Enix all'E3 2018.

## Distribuzione
The Quiet Man è stato pubblicato per Microsoft Windows e PlayStation 4 il 1º novembre 2018. Una settimana dopo l'uscita del gioco, l'8 novembre, è stato distribuito un aggiornamento gratuito chiamato Answered che consente ai giocatori di giocare nuovamente l'avventura ripristinando i suoni, i dialoghi e la colonna sonora.

## Accoglienza
Secondo l'aggregatore di recensioni Metacritic, il gioco ha ricevuto recensioni generalmente negative, con un punteggio di 40/100 per la versione PC e di 29/100 per la versione PlayStation 4. I critici hanno particolarmente attaccato il gameplay rigido e fin troppo lineare, con un'esplorazione ridotta ai minimi termini e un sistema di combattimento scadente e ripetitivo. Anche la trama è stata considerata insufficiente e fin troppo stereotipata. Inoltre, il gioco senza dialoghi risultava totalmente incomprensibile. Tutti questi fattori combinati, hanno reso The Quiet Man il "peggior gioco del 2018".